# 東大阪市立楠根中学校
東大阪市立楠根中学校（ひがしおおさかしりつ くすねちゅうがっこう）は、大阪府東大阪市稲田本町二丁目にある公立中学校。

## 交通
- 片町線（学研都市線） 徳庵駅

## 卒業生
- 未知やすえ - お笑い芸人（吉本新喜劇）
- 谷佳知- 元プロ野球選手（オリックス～巨人～オリックス）